# Piosenki, czyli walizki pełne wody
Piosenki, czyli walizki pełne wody – drugi album muzyczny w dorobku Kabaretu Moralnego Niepokoju (KMN), wydany w roku 2008. Zawiera 19 piosenek z różnych okresów twórczości KMN, choć z przewagą utworów z czasów, gdy był to jeszcze kabaret studencki. Oprócz piątki ówczesnych członków Kabaretu (Robert Górski, Mikołaj Cieślak, Przemysław Borkowski, Rafał Zbieć, Katarzyna Pakosińska) w pracach nad albumem wzięły udział dwie jego byłe członkinie - Karolina Rabenda oraz Katarzyna Zygmont. W wykorzystanych nagraniach archiwalnych występuje również jeszcze jeden dawny członek KMN, Paweł Goleń, zaś w kończącej album piosence Z perspektywy galaktyki w chórku śpiewają dzieci artystów.
Album został wydany w formie płyty CD, ale jednocześnie cała jego zawartość została udostępniona do bezpłatnego słuchania na stronie internetowej Kabaretu. Wydawcą płyty była firma Znaki Szczególne, a dystrybutorem Fonografika.

## Lista utworów
1. Ballada tragiczna (śpiewa Robert Górski, sł. Przemysław Borkowski, muz. Karolina Rabenda)
2. Ballada o Zygmuncie i Zofii (śpiewają Katarzyna Pakosińska i Mikołaj Cieślak, sł. Przemysław Borkowski, muz. Paweł Goleń)
3. Bar Bez Kantów (śpiewa Karolina Rabenda, sł. Mikołaj Cieślak, muz. Karolina Rabenda)
4. Czarny romans (śpiewa Katarzyna Zygmont, sł. Przemysław Borkowski, muz. Paweł Goleń)
5. No i stało się! (śpiewa Robert Górski, sł. Robert Górski, muz. Paweł Goleń)
6. Jak umierać to tylko z miłości (śpiewa Katarzyna Pakosińska, sł. Robert Górski, muz. Włodzimierz Nahomy)
7. Taka to robota (śpiewa Robert Górski, sł. Robert Górski, muz. Katarzyna Zygmont)
8. Żal (śpiewa Katarzyna Zygmont, sł. Robert Górski, muz. Katarzyna Zygmont i Paweł Goleń)
9. Durna miłość (śpiewa Karolina Rabenda, sł. i muz. Piotr Bukartyk)
10. Samotność (śpiewa Katarzyna Pakosińska, sł. Przemysław Borkowski, muz. Fabian Włodarek)
11. Ballada o hydrauliku (śpiewają Katarzyna Pakosińska i Katarzyna Zygmont, sł. Przemysław Borkowski, muz. Paweł Goleń)
12. Za darmo nie ma nic (śpiewają Przemysław Borkowski, Karolina Rabenda i Katarzyna Pakosińska, sł. Robert Górski, muz. Włodzimierz Nahorny)
13. W październiku (śpiewa Katarzyna Pakosińska, sł. Mikołaj Cieślak, muz. Wojciech Orszulak)
14. Na ulicy Gnojnej (śpiewa Katarzyna Zygmont, sł. Robert Gorski, muz. Katarzyna Zygmont)
15. Dziewczynka z zapałkami (śpiewa Karolina Rabenda, sł. Robert Górski, muz. Karolina Rabenda)
16. Gruby (śpiewa Robert Górski, sł. Robert Górski, muz. Karolina Rabenda)
17. Jesienny smuteczek (śpiewają Katarzyna Zygmont i Paweł Goleń, sł. Przemysław Borkowski, muz. Katarzyna Zygmont)
18. Piosenka kominiarza (śpiewają Karolina Rabenda, Katarzyna Pakosińska i Przemysław Borkowski, sł. Robert Górski, muz. Karolina Rabenda)
19. Z perspektywy galaktyki (śpiewa Przemysław Borkowski, sł. Przemysław Borkowski, muz. Fabian Włodarek)